# Dobránszky Péter
Dobránszky Péter (családi néven miszticzai Dobra Péter) (Kótaj, 1845. június 2. – Budapest, 1918. május 24.) bölcseleti és jogi doktor, országgyűlési képviselő, egyetemi tanár, közgazdász.

## Élete
Dobra Pál fia. Középiskolai tanulmányait Ungvárt végezte; jogi és államtudományi előadásokat a pesti, berlini, lipcsei és heidelbergi egyetemeken hallgatott 1865-69-ben, az utóbbin 1869 nyarán bölcseletdoktori oklevelet nyert. 1869. november 9-én külföldről hazajött és a kassai jogakadémián letette a bírói államvizsgát. 1871. október 5-én a pesti egyetemen az összes jog- és államtudományok doktorává avatták és októberben egyetemi magántanárrá minősítették.
1869. november 19-én győri, 1870. szeptember 22-én kolozsvári jogakadémiai tanárrá, 1872. október 1-jén a budapesti királyi József-műegyetemen a statisztika, földrajz és történelem nyilvános rendes tanárává neveztetett ki. 1874. július 8-án a budapesti 1875. évi nemzetközi statisztikai kongressus titkári karába hívták meg. 1874. október 1-jén a műegyetem tanácsa őt bízta meg képviseletével a zágrábi egyetem megnyitási ünnepélyén. 1874. október 26-án a Magyar Tudományos Akadémia nemzetgazdasági és statisztikai bizottsága megválasztotta tagjává. 1876. október 17-én a Deák Ferenc emlékére rendezett műegyetemi gyászünnepélyen emlékbeszédet mondott. 1876. július 4-én a IX. nemzetközi statisztikai kongresszuson a műegyetem képviseletével bizatott meg. 1877. december 14-én a nemzetgazdasági egylet e. bizottsági tagjává választotta.
Az 1878-79. tanév téli felében a közlekedésügyek adminisztrációjából tartott a műegyetemen előadásokat. 1881. június 25-én és 1884. június 17-én a gyergyószentmiklósi kerület országgyűlési képviselővé választotta. 1882. május 1-jén a Budapesten összeült forrásvédők országos kongresszusa elnökévé választotta és megbízta a forrásvédő törvényjavaslat benyújtásával a képviselőházhoz; ez ügyben írt emlékiratából vétetett a vízjogi törvénybe a forrásvédelemre vonatkozó intézkedés. 1884. október 18-án Dobsina városa megbízta a dobsinai jégbarlang és forrásvidékének értékesítése ügyében külföldi tanulmányútja alkalmával. 1887 tavaszán részt vett az országgyűlési képviselőkből alakult első népfelkelési tiszti tanfolyamban Trefort Ágoston miniszter intézkedésével nyugdíjaztatott. Előadásokat tartott a budapesti egyetem jogi karánál és működött mint az államvizsgálati bizottság tagja az egyetemen.

## Írásai
1867-től társadalmi s közgazdasági cikkeket, beszélyeket, külföldi leveleket irt a budapesti s vidéki lapokba, nevezetesen a Kolozsvári Közlönybe (1872. máj. 1. A népszámlálás közmívelődési jelentőségéről), Jogtudományi Közlönybe (1876. Akaratszabadság), Nemzetgazdasági Szemlébe (1877. Természet és társadalom 1882. Gyógyhelyeink és ásványvizeink értékesítéséről, akadémiai értekezés), Szabadka és Vidékébe (1877. Kulturális hivatásunk keleten), Iparos Ügyekbe (1887. A kenyérkereset hazánkban), Budapesti Hirlapba (1884-85. Tanulmányutam a Rajna vidékén, Gazdahitel és hitelszövetkezetek, akadémiai értekezés) és a La Cooperazione Rurale cz. páduai folyóiratba (1885. Quadri Della vita delle unioni Raiffeiseniano sul Reno.)
1885 őszétől és 1886-ban D. P. jegyek alatt vezetője volt a Budapesti Hirlap közgazdasági rovatának, e mellett számos vezérczikket irt a lapba.
Felolvasásai: a magyar orvosok és természetvizsgálók Sepsiszentgyörgyön 1875. szept. 2. tartott gyülésében (Magyar égalj és magyar mezőgazdaság), a budapesti országos nőképzőegylet estélyén (1877. Társadalmi mérleg), a fővárosi iparosok körében (1880. nov. 23. A gőz uralma, nov. 26. A világkereskedelem eszközei, 1883. decz. Urhatnámság kórsága, 1884. febr. 27. Szegényügyünk, 1887. decz. 6. Város és vidék, 1889. jan. 24. Népünk táplálkozása, 1890. márcz. 13. Népesedési viszonyaink.)
Jegyei: D. P. a hírlapokban irt cikkeinél.

## Munkái
- Társadalmi bajaink, különös tekintettel az öngyilkosságra. Kolozsvár, 1872
- Emlékhangok a Székelyföldről. Budapest, 1875
- Deák Ferencz. Kor- és jellemrajz. Uo. 1877
- Mezőgazdaságunk jövője. Miskolcz, 1844 (különnyomat a Miskolcz és Vidéke c. lapból)
- Teremtsünk ipart! Bpest, 1889

Gazdasági hitelszövetkezetek (a földmivelés-, ipar- és kereskedelemügyi miniszterium által dicsérettel kitüntetett pályamunka.)